# Г'юм (Міссурі)
Г'юм (англ. Hume) — місто (англ. city) в США, в окрузі Бейтс штату Міссурі. Населення — 283 особи (2020).

## Географія
Г'юм розташований за координатами 38°5′25″ пн. ш. 94°35′0″ зх. д. / 38.09028° пн. ш. 94.58333° зх. д. (38.090412, -94.583214).  За даними Бюро перепису населення США в 2010 році місто мало площу 1,76 км², з яких 1,71 км² — суходіл та 0,05 км² — водойми.

## Демографія
Згідно з переписом 2010 року, у місті мешкало 336 осіб у 122 домогосподарствах у складі 89 родин. Густота населення становила 191 особа/км².  Було 141 помешкання (80/км²).
Расовий склад населення:
| - 95,8 % — білих - 0,9 % — азіатів - 0,3 % — чорних або афроамериканців |

До двох чи більше рас належало 2,4 %. Частка іспаномовних становила 4,5 % від усіх жителів.
За віковим діапазоном населення розподілялося таким чином: 31,2 % — особи молодші 18 років, 58,7 % — особи у віці 18—64 років, 10,1 % — особи у віці 65 років та старші. Медіана віку мешканця становила 33,0 року. На 100 осіб жіночої статі у місті припадало 104,9 чоловіків;  на 100 жінок у віці від 18 років та старших — 97,4 чоловіків також старших 18 років.
Середній дохід на одне домашнє господарство  становив 58 621 долар США (медіана — 46 875), а середній дохід на одну сім'ю — 62 937 доларів (медіана — 47 857). За межею бідності перебувало 15,6 % осіб, у тому числі 16,3 % дітей у віці до 18 років та 2,9 % осіб у віці 65 років та старших.
Цивільне працевлаштоване населення становило 151 осіб. Основні галузі зайнятості: освіта, охорона здоров'я та соціальна допомога — 21,2 %, будівництво — 19,9 %, виробництво — 14,6 %, науковці, спеціалісти, менеджери — 10,6 %.